# Fédération européenne d'haltérophilie
La Fédération européenne d'haltérophilie (anglais : European Weightlifting Federation (EWF)) est une association qui regroupe les fédérations nationales d'haltérophilie en Europe. Son rôle est de gérer et développer l'haltérophilie à l'échelon continental. Elle est basée à Istanbul, en Turquie.
L'organisme est fondé le 20 septembre 1969 à Varsovie.

## Présidents
- avril - juin 2021 :  Hasan Akku
- juin - décembre 2021 :  Maxim Agapitov (intérim)
- depuis décembre 2021 :   Antonio Conflitti[3].